# Andrew Rannells
Andrew Scott Rannells[carece de fontes?] (Omaha, 23 de agosto de 1978) é um ator norte-americano, conhecido por interpretar Elijah Krantz na série de comédia dramática Girls (2012—17). Rannells foi indicado duas vezes ao Tony Awards por sua atuação nas peças de teatro: The Book of Mormon e Falsettos. Ele fez sua estreia na televisão na série de animação Street Sharks (1994–96).[carece de fontes?] Em 2012, ele venceu o Grammy Awards de Best Musical Theater Album, pelo musical The Book of Mormon.

## Início de vida
Rannels nasceu em Omaha, Nebraska, Estados Unidos.[carece de fontes?] Ele é filho de Charlotte e Ronald Rannells, o pai de Rannells morreu vítima de ataque cardíaco em 2001. Ele é o quarto dos cinco irmãos, com três irmãs e um irmão mais velho. Sua família é descendente de irlandeses e poloneses.

## Filmografia
|  | † | Indica filmes que ainda não foram lançados |

| Filmes    | Filmes                      | Filmes                                                                    | Filmes                                                             | Filmes              |  |
| Ano       | Filme                       | Personagem                                                                | Diretor(es)                                                        | Ref.                |  |
| --------- | --------------------------- | ------------------------------------------------------------------------- | ------------------------------------------------------------------ | ------------------- |  |
| 2010      | Sex and the City 2          | Wedding Chorus                                                            | Michael Patrick King                                               | [carece de fontes?] |  |
| 2012      | Bachelorette                | Manny                                                                     | Leslye Headland                                                    | [carece de fontes?] |  |
| 2015      | The Intern                  | Cameron                                                                   | Nancy Meyers                                                       | [carece de fontes?] |  |
| 2016      | Why Him?                    | Blaine Pederman                                                           | John Hamburg                                                       | [carece de fontes?] |  |
| 2018      | A Simple Favor              | Darren                                                                    | Paul Feig                                                          |                     |  |
| 2020      | The Boys in the Band        | Larry                                                                     | Joe Mantello                                                       |                     |  |
| 2020      | The Prom                    | Trent Oliver                                                              | Ryan Murphy                                                        |                     |  |
| 2020      | The Stand-In                |                                                                           | Jamie Babbit                                                       |                     |  |
| Televisão |                             |                                                                           |                                                                    |                     |  |
| Ano       | Título                      | Personagem                                                                | Notas                                                              | Ref.                |  |
| 1994–97   | Street Sharks               | Streex, Shrimp Louie (voz)                                                | Elenco principal; 40 episódios                                     | [carece de fontes?] |  |
| 1999      | Archie's Weird Mysteries    | Archie Andrews (voz)                                                      | 3 episódios                                                        |                     |  |
| 2000      | Yu-Gi-Oh! Duel Monsters     | Mako Tsunami, Noah Kaiba, Leon von Schroeder/Leon Wilson (voz: em inglês) |                                                                    |                     |  |
| 2001      | Cubix                       | Connor                                                                    | Elenco principal                                                   |                     |  |
| 2001      | Shaman King                 | Len Tao (voz: em inglês)                                                  | Elenco principal                                                   |                     |  |
| 2002      | Ultimate Muscle             | Vozes adicionais                                                          |                                                                    |                     |  |
| 2002      | Tokyo Mew Mew               | Dren, Wesley J. Coolridge III (voz: em inglês)                            | Elenco principal                                                   |                     |  |
| 2002      | Liberty's Kids              | Alexander Hamilton (voz)                                                  |                                                                    |                     |  |
| 2003      | Teenage Mutant Ninja Turtle | Vozes adicionais                                                          |                                                                    |                     |  |
| 2004      | One Piece                   | Jovem Roronoa Zoro (voz: 4Kids em inglês)                                 |                                                                    |                     |  |
| 2005      | Yu-Gi-Oh! GX                | Wheeler the Chimpanzee, Belowski, Vozes adicionais                        |                                                                    |                     |  |
| 2012–17   | Girls                       | Elijah Krantz                                                             |                                                                    |                     |  |
| 2012–13   | The New Normal              | Bryan Collins                                                             | Elenco principal                                                   |                     |  |
| 2013      | Comedy Bang! Bang!          | Quinn Abernathy                                                           | Episódio: "Clark Gregg Wears a Navy Blazer & White Collared Shirt" |                     |  |
| 2013–14   | How I Met Your Mother       | Darren                                                                    | 2 episódios                                                        |                     |  |
| 2015      | Glee                        | Ele mesmo                                                                 | Episódio: "Dreams Come True                                        |                     |  |
| 2015      | The Knick                   | Frazier H. Wingo                                                          | 4 episódios                                                        |                     |  |
| 2016      | The Simpsons                | Ele mesmo                                                                 | Episódio: "How Lisa Got Her Marge Back"                            |                     |  |
| 2016      | Another Period              | Bertram Harrison Fusselforth VII                                          | 3 episódios                                                        |                     |  |
| 2016      | Sofia the First             | Morris/Skye                                                               | 2 episódios                                                        |                     |  |
| 2016      | Drunk History               | John Augustus Roebling                                                    | Episódio: "Landmarks"                                              |                     |  |
| 2019–21   | Black Monday                | Blair Pfaff                                                               | 20 episódios                                                       |                     |  |